# Virtual International Authority File
Il Virtual International Authority File (acronimo: VIAF) è un progetto internazionale gestito dall'Online Computer Library Center (OCLC) che costituisce una base dati di voci di autorità controllate provenienti da diversi cataloghi nazionali.

## Obiettivi
L'obiettivo del progetto è unire le singole voci di autorità nazionali in un'unica voce virtuale e collegare così record coincidenti provenienti dai diversi dataset.
Il servizio è fornito gratuitamente agli utenti, che possono cercare ad esempio un autore utilizzando la forma del nome utilizzata nella propria lingua, oppure in un'altra scrittura o alfabeto, accedendo poi immediatamente ai cataloghi nazionali o internazionali corrispondenti per visualizzare la lista delle loro opere.

## Partecipanti
Promosso inizialmente dalla Biblioteca del Congresso statunitense e dalla Deutsche Nationalbibliothek tedesca (DNB), è ora sostenuto dall'Online Computer Library Center (OCLC); hanno aderito successivamente numerose altre biblioteche e progetti, per un totale di 48 contributori, fra cui l'Istituto centrale per il catalogo unico delle biblioteche italiane e per le informazioni bibliografiche (ICCU) e il progetto Wikidata.
- Biblioteca apostolica vaticana (BAV)
- Biblioteca di Stato russa
- Biblioteca Nacional de España
- Biblioteca nazionale del Portogallo (BNP)
- Biblioteca nazionale di Israele (NLI)
- Biblioteca nazionale svedese (KB)
- Biblioteca nazionale svizzera (BN)
- Biblioteca nazionale Széchényi
- Bibliotheca Alexandrina
- Biblioteca nazionale di Francia (BnF)
- Biblioteca nazionale della Repubblica Ceca
- Deutsche Nationalbibliothek (DNB)
- Istituto centrale per il catalogo unico delle biblioteche italiane e per le informazioni bibliografiche (ICCU)
- Library and Archives Canada (LAC)
- Library of Congress (che rappresenta il Name Authority Cooperative Program for Cooperative Cataloging, NACO)
- National Library of Australia
- Narodowy Uniwersalny Katalog Centralny (NUKAT)
- RERO
- Système universitaire de documentation (SUDoc)
- Union List of Artist Names (ULAN)
- Vlaamse Centrale Catalogus (VLACC)
- Wikidata

### In fase di studio
- BIBNET
- BIBSYS